# Photomath
A Photomath egy mobilalkalmazás, amely egy okostelefon kameráját használja a matematikai egyenletek beolvasására és felismerésére; az alkalmazás ezután lépésről lépésre megjeleníti a megoldást magyarázatokkal. Ingyenesen elérhető Android és iOS rendszeren is.
Az alkalmazás a londoni és horvátországi székhelyű Microblink cég által kifejlesztett szövegfelismerő motoron alapul, amelyet Chris Toussaint vezet, a cég munkatársai a Photomath és a Photopay fejlesztői is. A Photomath LLC a kaliforniai San Mateóban van bejegyezve, és 2021-ben a vállalat 23 millió dolláros kockázati tőkefinanszírozást  jelentett be a Menlo Ventures vezetésével, a GSV Ventures, a Learn Capital, a Cherubic Ventures és a Goodwater Capital részvételével.

## Leírás
A Photomath a felhasználó okostelefonján vagy táblagépén lévő kamerát használja a matematikai probléma beolvasására és felismerésére. A probléma felismerése után az alkalmazás megjeleníti a megoldási lépéseket, néha többféle módszerrel vagy többféle megközelítéssel, hogy lépésről lépésre elmagyarázza a szkennelt problémát, és megtanítsa a felhasználókat a helyes folyamatra. A Photomath házon belüli matematikai kutatás-fejlesztési csapata a világ minden tájáról kutat tanítási módszertanokat, a megoldásokat és a megoldási lépéseket pedig szakértők igazolják.
2016 óta az alkalmazás a nyomtatott szöveg mellett a kézírást is felismeri. A tanulók mostantól beszkennelhetik a tankönyvek, munkalapok mellett már a jegyzeteiket is.

## Statisztikák és díjak
- Világszerte több mint egymillió tanár használja a Photomath alkalmazást.[8]
- 2017-ben a The Tech Edvocate a Photomath-ot a 20 legjobb tanítási és tanulási alkalmazás közé sorolta.[9]
- 2021 februárjában a Photomath több mint 220 millió letöltést ért el világszerte.[10]
- 2021 márciusától a Photomath havonta több mint 2,2 milliárd problémát old meg.[10]

## Photomath Plus
A Photomath alkalmazás Androidon és iOS-en egyaránt ingyenesen letölthető, és alapvető funkciói (például matematikai feladatok beolvasása és a megoldási lépések megtekintése) szintén ingyenesek.
A Photomath Plus az alkalmazás prémium verziója, amely további funkciókhoz és tartalmakhoz biztosít hozzáférést a felhasználóknak, például szöveges feladatokhoz és geometriához.
2020 szeptemberétől a Photomath Plus-felhasználók hozzáférhetnek a következőkhöz:
- Animált oktatóanyagok: egyedi, mozgalmas magyarázatok a szabadalmaztatott AI-technológiának köszönhetően
- Tankönyvi megoldások: teljesen megoldott tankönyvek könyvtára (több mint 300 tankönyv)[13]
- További tippek, szókincs-definíciók és „hogyan” és „miért” magyarázatok

A Photomath Plus megvásárolható az alkalmazáson keresztül a letöltés után, és elérhető havi vagy éves fizetési előfizetéssel.

## Fordítás
Ez a szócikk részben vagy egészben  a   Photomath című angol Wikipédia-szócikk ezen változatának fordításán alapul.  Az eredeti cikk szerkesztőit annak laptörténete sorolja fel. Ez a jelzés csupán a megfogalmazás eredetét és a szerzői jogokat jelzi, nem szolgál a cikkben szereplő információk forrásmegjelöléseként.